# Marek Sieprawski
Marek Sieprawski (ur. 1968), polski prozaik. Z wykształcenia prawnik i etyk. Mieszka w Puławach. 
Krytyk literacki Paweł Dunin-Wąsowicz podsumowując literaturę polską ostatnich lat, stwierdził w 2014 roku: "Nie rozumiem, dlaczego taki autor się nie przebił".

## Twórczość
- Mokra zmiana, Warszawa: Lampa i Iskra Boża, 1994
- Twist, Warszawa: Lampa i Iskra Boża, 1996
- Dni złych zegarów, Warszawa: Lampa i Iskra Boża, 1999
- Miasteczko z ludzką twarzą, Warszawa: Lampa i Iskra Boża, 2002
- Ucieczka przed śmiechem, Warszawa: Lampa i Iskra Boża, 2003
- Lekko-duszność, Warszawa: Lampa i Iskra Boża, 2005
- Krymina, Warszawa: Lampa i Iskra Boża, 2010